# Stolbovojön

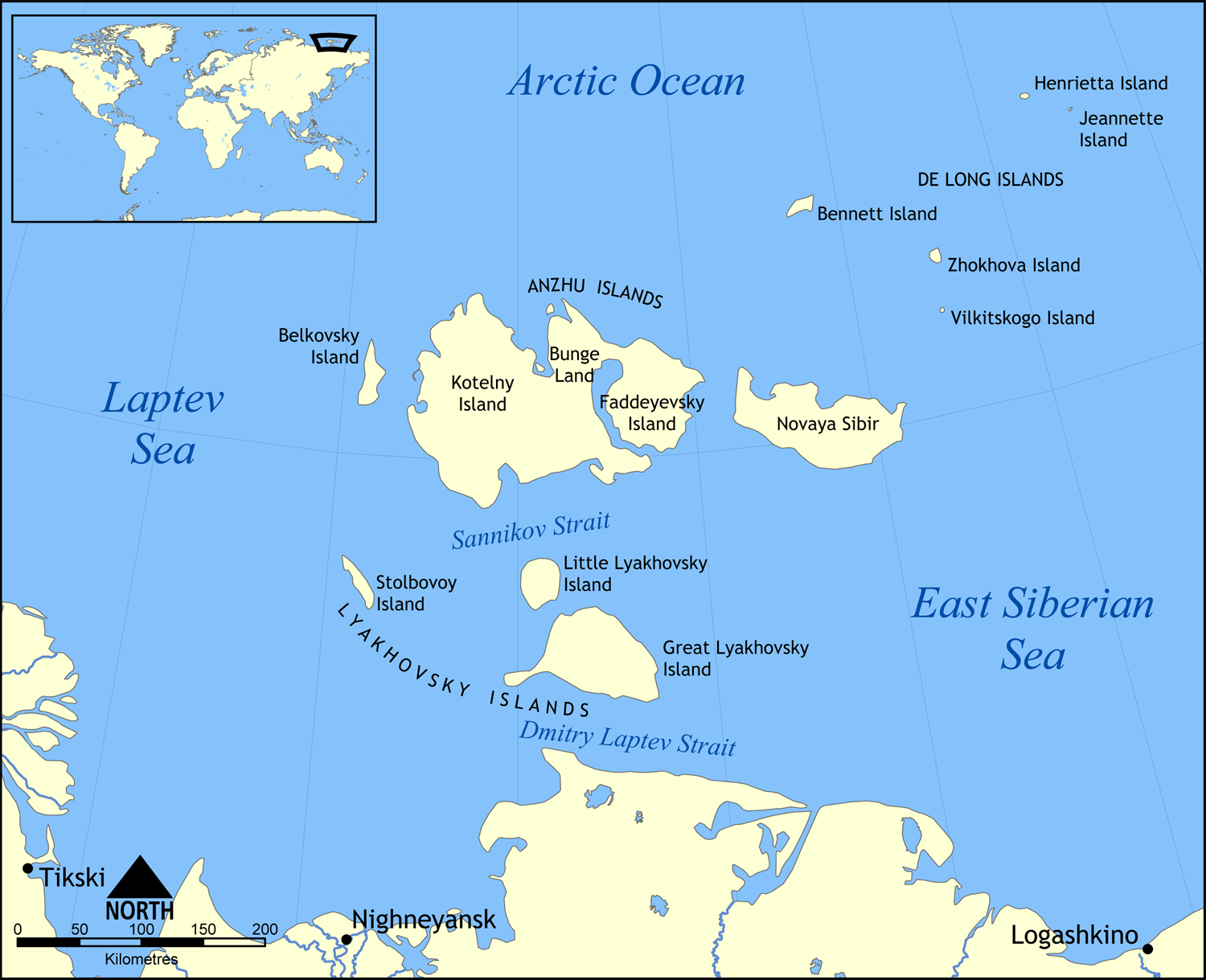
Områdeskarta

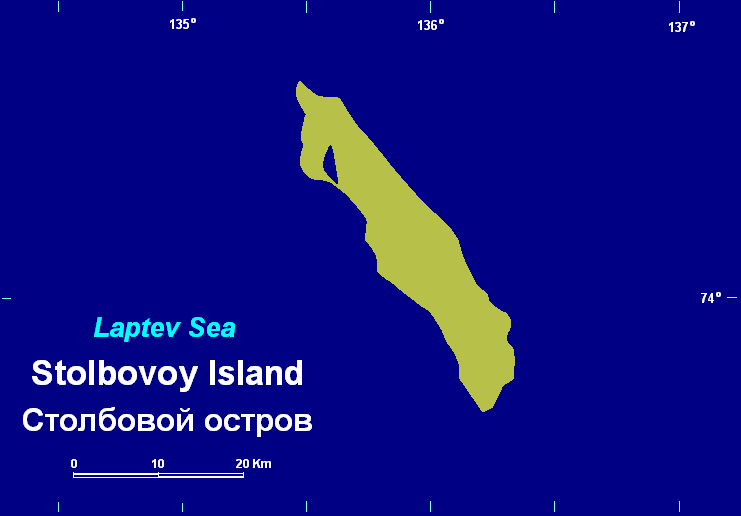
Stolbovojön

Stolbovojön (ryska: Столбовой остров, Stolbovoj ostrov) är en ö i ögruppen Ljachovskijöarna i Norra ishavet och tillhör Ryssland.

## Geografi
Stolbovojön ligger cirka 4 400 km nordöst om Moskva utanför Sibiriens nordöstra kust mellan Laptevhavet i väst och Östsibiriska havet i öst som den nordligaste ön i ögruppen. 
Det obebodda ön har en areal om cirka 170 km². Den högsta höjden är på ca 222 m ö.h.
Öns vegetation består av låga växter då den ligger inom tundran.
Förvaltningsmässigt ingår området i den ryska delrepubliken Sacha.

## Historia
1800 upptäcktes och utforskades ön av ryske Jakov Sannikov som åren 1808-1810 ånyo utforskade området med Matvej Gedenstrom.
Åren 1885 till 1886 och 1893 samt 1900-1902 genomförde balttyske upptäcktsresande Eduard Toll och Alexander Bunge i rysk tjänst en forskningsresa till området.